# Hans-Jürgen Ripp
Hans-Jürgen Ripp (24. června 1946, Hamburk - 4. července 2021) byl německý fotbalista, obránce.

## Fotbalová kariéra
V bundeslize hrál za Hamburger SV, nastoupil ve 177 ligových utkáních. S Hamburger SV vyhrál v roce 1977 Pohár vítězů pohárů, v roce 1979 bundesligu a v roce 1976 německý fotbalový pohár. V Poháru mistrů evropských zemí nastoupil v 7 utkáních, Poháru vítězů pohárů nastoupil v 9 utkáních a v Poháru UEFA nastoupil v 10 utkáních a dal 1 gól a ve Veletržním poháru nastoupil ve 3 utkáních. V Superpoháru UEFA nastoupil ve 2 utkáních. 

## Ligová bilance
| Ročník                                 | Zápasy | Góly | Klub         |
| -------------------------------------- | ------ | ---- | ------------ |
| Německá fotbalová Bundesliga 1970/1971 | 28     | 0    | Hamburger SV |
| Německá fotbalová Bundesliga 1971/1972 | 23     | 0    | Hamburger SV |
| Německá fotbalová Bundesliga 1972/1973 | 10     | 0    | Hamburger SV |
| Německá fotbalová Bundesliga 1973/1974 | 10     | 0    | Hamburger SV |
| Německá fotbalová Bundesliga 1974/1975 | 16     | 0    | Hamburger SV |
| Německá fotbalová Bundesliga 1975/1976 | 20     | 0    | Hamburger SV |
| Německá fotbalová Bundesliga 1976/1977 | 34     | 0    | Hamburger SV |
| Německá fotbalová Bundesliga 1977/1978 | 28     | 0    | Hamburger SV |
| Německá fotbalová Bundesliga 1978/1979 | 8      | 0    | Hamburger SV |
| CELKEM Německá fotbalová Bundesliga    | 177    | 0    |              |